# NGC 5861
NGC 5861 (również PGC 54097) – galaktyka spiralna z poprzeczką (SBc), znajdująca się w gwiazdozbiorze Wagi. Odkrył ją William Herschel 9 maja 1784 roku. Należy do galaktyk Seyferta typu 2.
W galaktyce tej zaobserwowano supernową SN 1971D.